# Roger Poyé
Roger Gabriel Émile Poyé, né le 29 décembre 1885 à Bailleul et mort le 20 juillet 1958 à Calais, est un architecte et décorateur français qui a principalement œuvré à la reconstruction de Calais au sortir des deux grandes guerres.
Nommé architecte conseil de la ville de Calais en 1928, il effectue principalement un travail d'architecture régionaliste autour de plusieurs programmes d'habitation à bon marché, puis des œuvres aujourd'hui inscrites aux monuments historiques, comme la Bourse du travail de Calais et l'Automobile Club du Nord de la France.
Roger Poyé conçoit de nombreux sujets architecturaux pour une clientèle éclectique. Ainsi que le pratiquaient ses contemporains de l'Union des artistes modernes, il dessine les moindres détails de ferronnerie, serrurerie ou appareillages de briques de ses édifices, et en véritable architecte d'intérieur, conçoit du mobilier et des décors, aménage des magasins, dessine boiseries, mosaïques, vitraux, édite des meubles… en faisant appel à nombre d'artisans et artistes, comme le maître verrier Louis Barillet, les décorateurs et peintres Paule Ingrand et Max Ingrand, le stucateur Georges Borrewater, les ébénistes Jules Leleu et Jacques-Émile Ruhlmann, les ferronniers d'art Edgar Brandt et Raymond Subes, ou les sculpteurs A. Marissal et Robert Coin. Son style, d'abord moderne rationaliste, affirme la fonctionnalité de ses bâtiments depuis leurs façades, en accordant un souci hygiéniste au traitement de la lumière et de la ventilation; Il est aussi emprunt d'un régionalisme largement plébiscité à l'époque, qui va évoluer vers les formes typiquement Art déco puis modernistes, et qui lui vaudront la reconnaissance du Salon des Architectes Français en 1952.

## Biographie

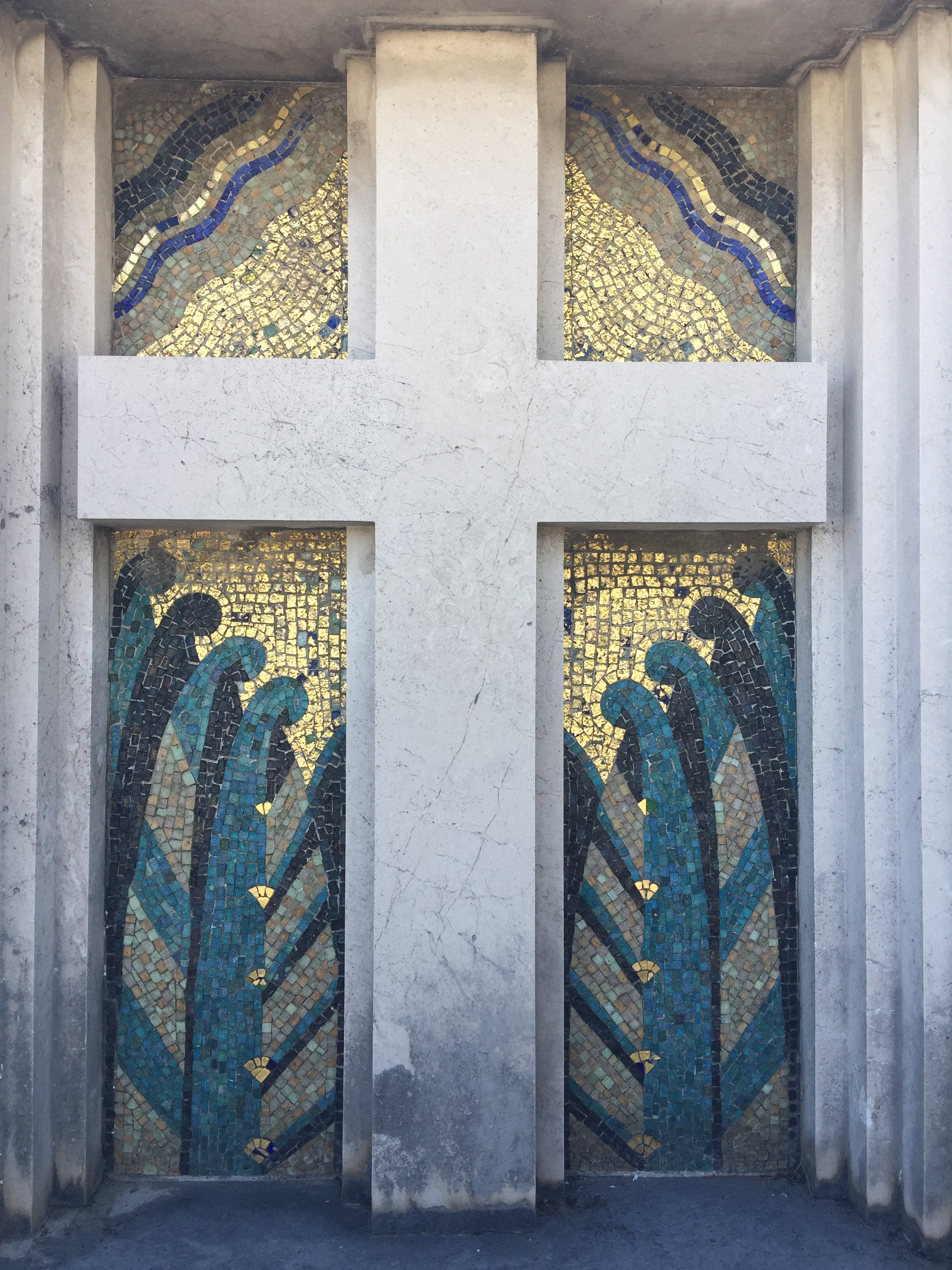
Mosaïque de la tombe de son fils, dessinée par Roger Poyé.

Natif de Bailleul en 1885,, il grandit à Dunkerque, puis effectue ses études d'architecture de 1902 à 1906 en suivant les cours d'Henri Sirot, aux écoles académiques de Douai.
Il exerce d'abord à Lens où il signe deux hôtels particuliers pour des négociants de café et leur fille.
Il se marie en 1907 avec Jeanne Maillard, enseignante en dessin au lycée Sophie Berthelot de Calais, qui a notamment réalisé l'affiche de la Compagnie des chemins de fer du Nord à l'effigie de la ville.
Entre 1906 et 1913, il participe à des concours d'architecture qui lui permettent de présenter des travaux pour les communes et obtenir le titre d'Architecte Agréé, puis d'architecte admis à présenter des projets pour les communes. 
Il réalise deux maisons notables, à Sangatte, pour des fabricants de tulle, dont la villa Belle-Vue qu’il présentera au salon des artistes français en 1920, et qui seront toutes deux détruites en septembre 1944 sous les assauts canadiens contre la batterie Lindemann.
Après la Grande Guerre, il travaille à la reconstruction de Calais comme architecte de la ville, expose en janvier 1918 au musée des arts décoratifs de Paris un projet d'habitat pour propriétaire rural en Artois, qui ne sera construit qu’en 1926.
À la mort de son fils ainé, survenue à l'âge de 17 ans en 1925, Roger Poyé dessine sa tombe et en conçoit les typographies et mosaïques, ces dernières étant effectuées par Louis barillet (photo). Il effectue en 1926, dans un style proprement art déco et paré de mosaïques lui aussi, le monument funéraire du directeur des casinos de Malo-les-Bains et Calais (visible à l’ancien cimetière de Malo).
La même année, il devient architecte de l'Office d'Habitation à Bon Marché, et en 1928 architecte conseil de la ville de Calais, mais aussi de Sangatte, Fréthun, Saint-Omer, Saint-Folquin, Nortkerque, Lens, Pont-de-briques, Guides, Les Attaques, Marck, Louches, Lostebarne... où il construit de nombreux immeubles particuliers.

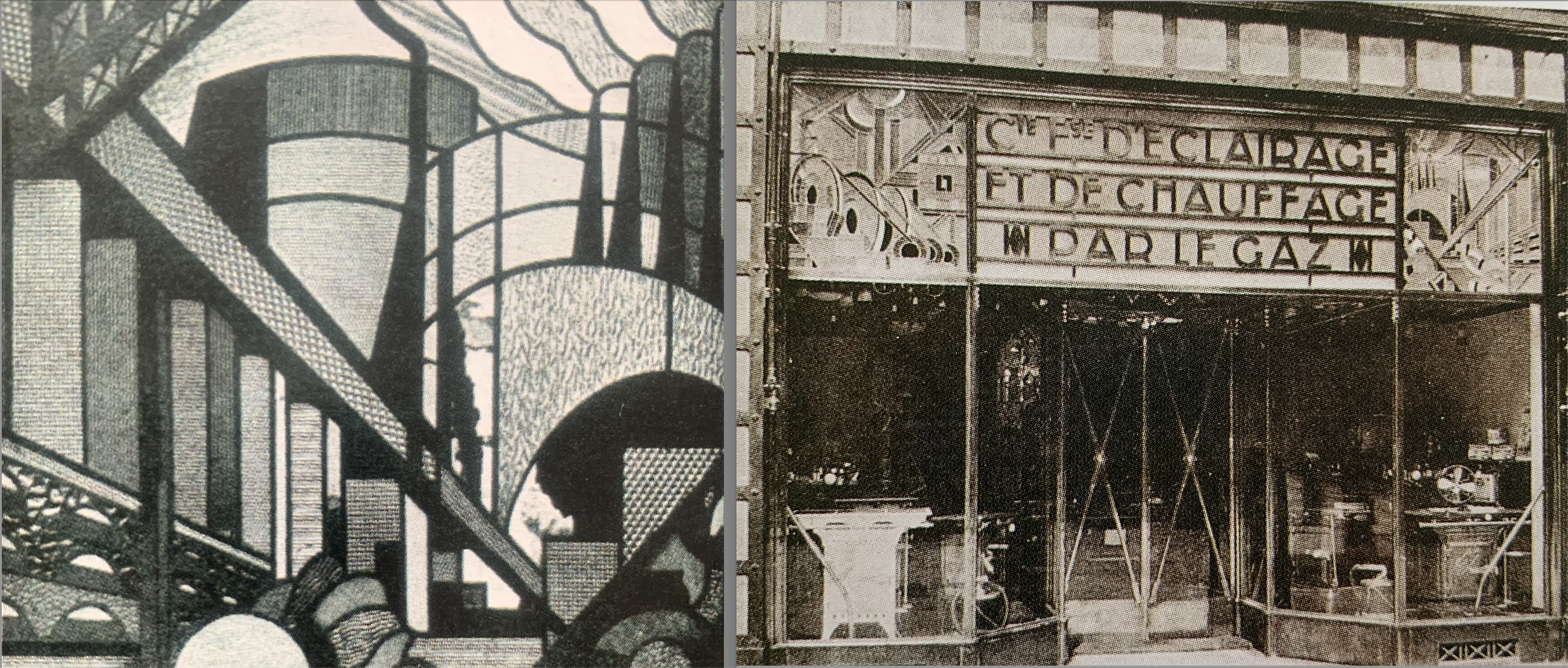

Il conçoit également des bureaux et magasins, dont notamment le Taxi Bar, le salon de coiffure Paul et l'agence de Société industrielle d'éclairage et de chauffage par le gaz de Calais, tous détruits durant la seconde guerre, où les décors de vitraux (plafonniers et devantures) avaient été réalisés par Jacques Le Chevallier et Louis Barillet

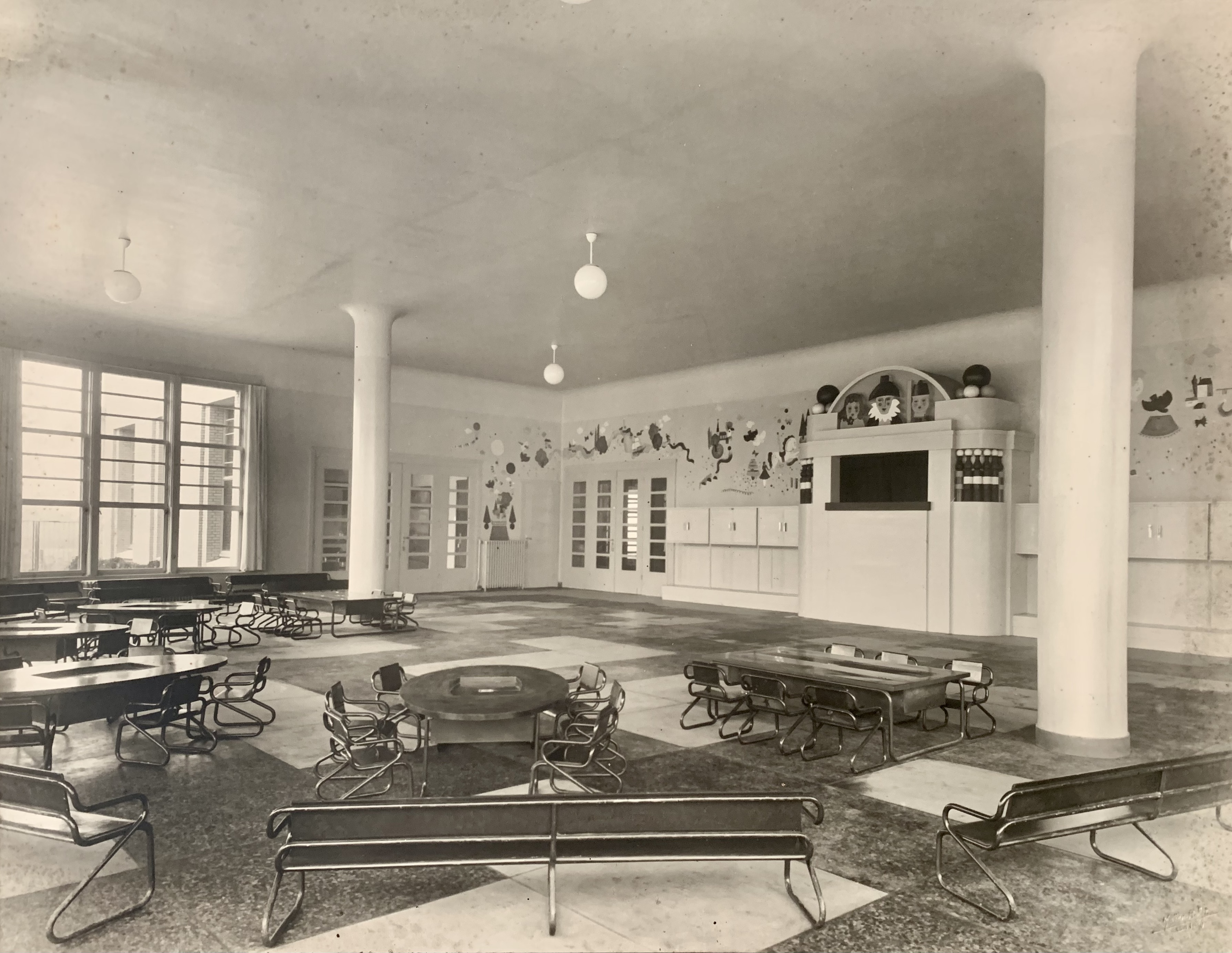
Intérieur de l'école du Petit Quinquin avec le mobilier Bauhaus dessiné par Roger Poyé, tout comme les coffres à jouets et le théâtre de marionnette, peints par Paule Ingrand.

En 1932, il dessine "L'école du Petit Quinquin" pour laquelle il conçoit jusqu'au mobilier en acier tubulaire chromé et hêtre étuvé, ainsi qu'un théâtre de marionnettes dont il confie les couleurs et décors muraux à Paule Ingrand. Sortie de terre en 1937, elle reçoit la médaille de bronze au Salon des Artistes Français en 1939.

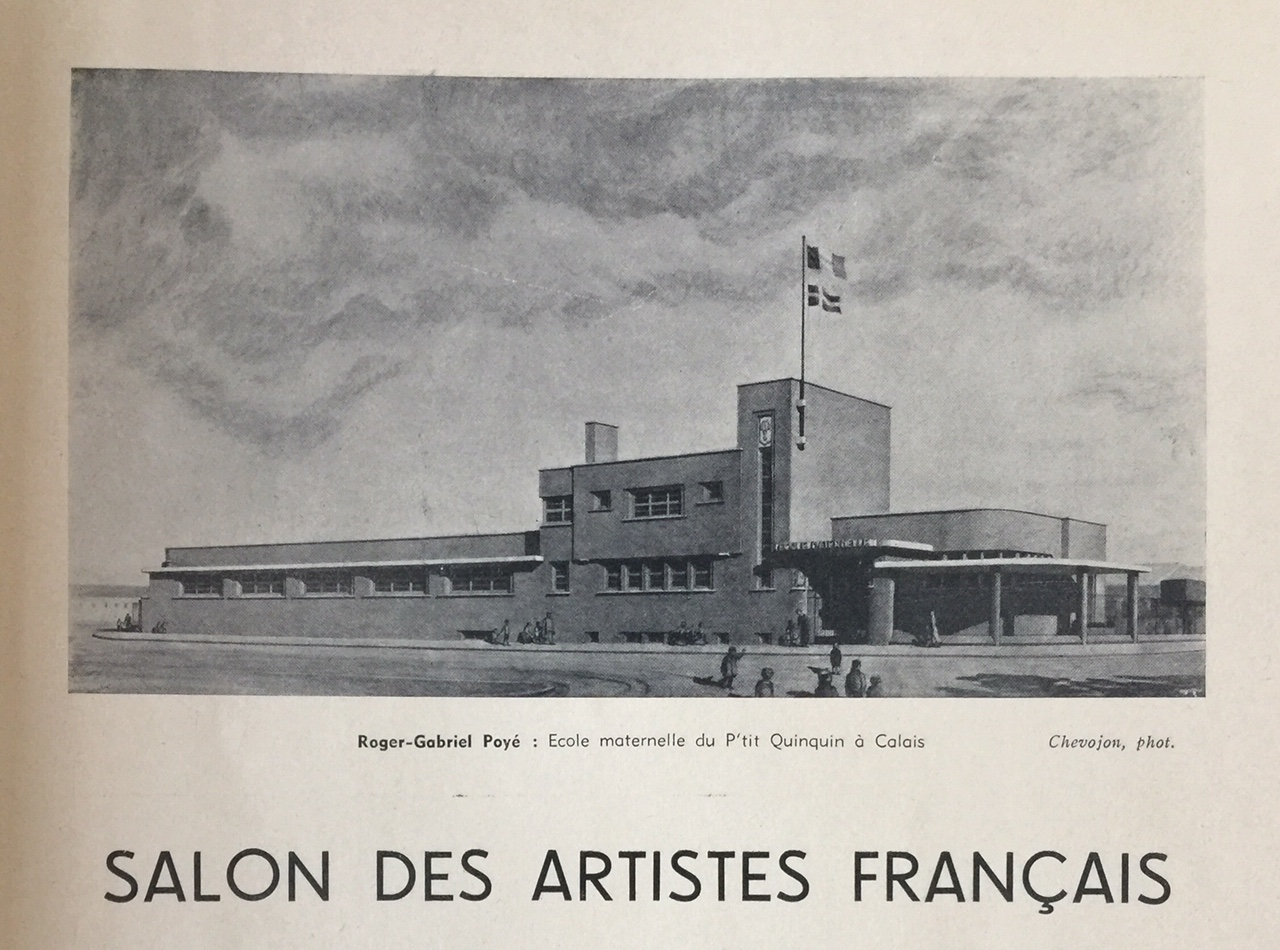
Dessin du projet architectural de l'école maternelle du P'tit Quinquin présenté pour le Salon des Artistes Français de 1939.

En 1939, les travaux de la Bourse du travail et les fondations de la Maternité s'achèvent en pleine déclaration de guerre. Il présente l'école du P'tit Quinquin au Salon des artistes français et obtient le troisième prix d'architecture. Faisant partie de la délégation de notables qui doit reporter aux forces occupantes - puisque Calais est alors en zone interdite - son activité est alors restreinte : c'est lui qui effectue l'état des lieux de Sangatte, en vue du débarquement.
Au lendemain de la Seconde Guerre mondiale, sous la direction de Georges Labro, Roger Poyé est nommé architecte en chef adjoint du Calaisis. Il s'emploie à établir le dossier de description des dommages de guerre et à construire des immeubles collectifs. En 1952, il reçoit la médaille d'or qui consacre sa carrière par le Salon des Architectes Français pour les réalisations de l'école du P'tit Quinquin, la Maternité, la Bourse du travail, la Capitainerie et le bâtiment de la Fédération mutualiste du Pas-de-Calais. Quelques-uns de ses dessins sont présentés cette même année 1952 au Salon du dessin et de la peinture à l'eau, au musée d'Art moderne de Paris.
Il travaille à Calais quasiment jusqu'à sa mort en 1958 et y forme de nombreux élèves et esquisseurs à l'École des Arts Décoratifs et Industriels où il était vice-président depuis 1922. En artiste complet il était aussi musicien, jouait de l'alto et était membre de la commission de contrôle de l'École Nationale de Musique.
Son œuvre fait l'objet d'une étude universitaire menée sous la direction Richard Klein, architecte et Docteur en histoire de l'art, à l'École d'architecture et de paysage de Lille, en 1997. Une exposition rétrospective lui fut consacrée à Calais à l'occasion de la manifestation Le Printemps de l'Art Déco se déroulant dans le nord de la France au printemps 2023, où la partie connue de son grand œuvre est répertoriée dans un catalogue.

## Œuvres architecturales

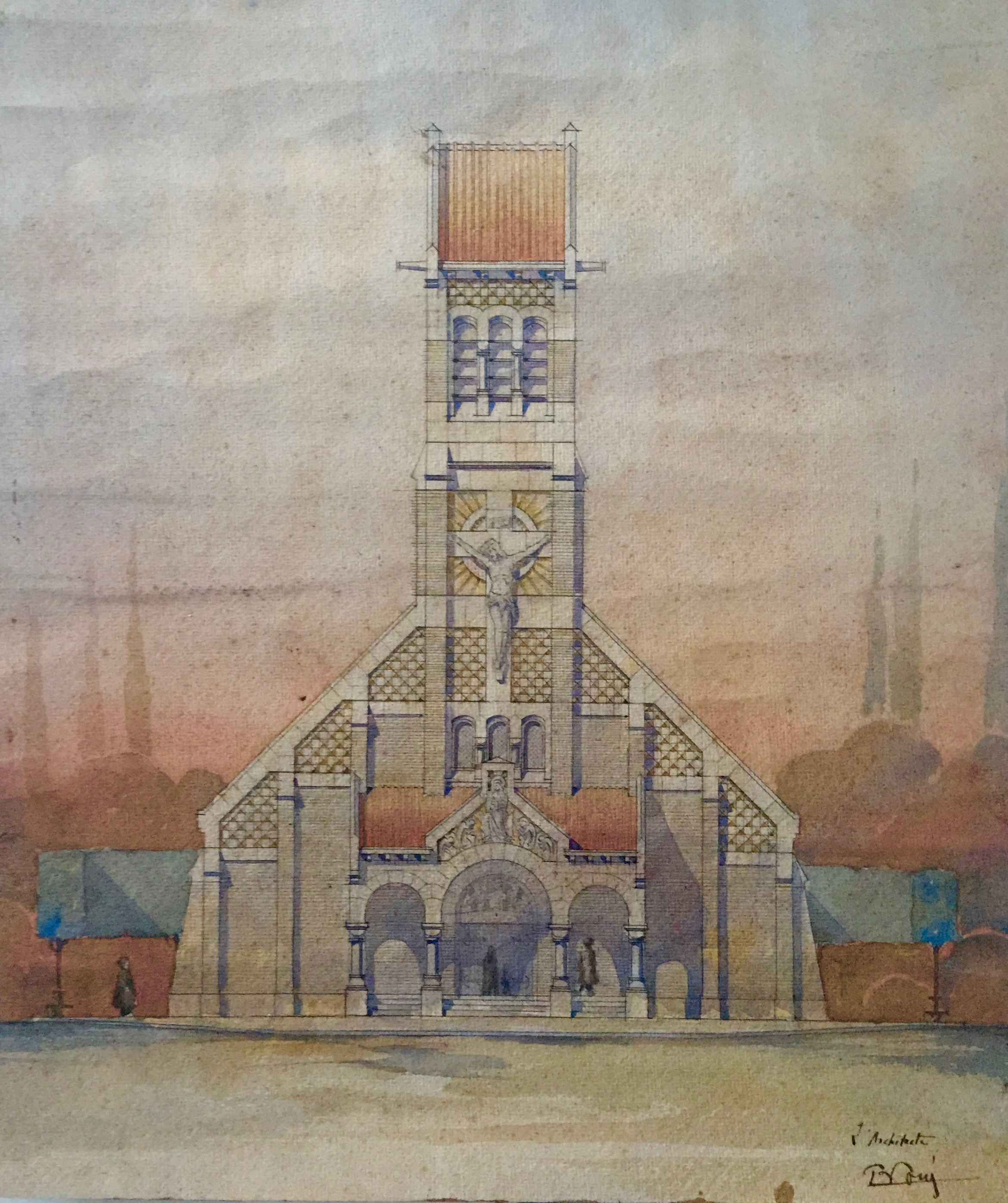
Notre-Dame des Armées. Dessin préparatoire à l'encre et au tire-ligne, Roger Poyé.

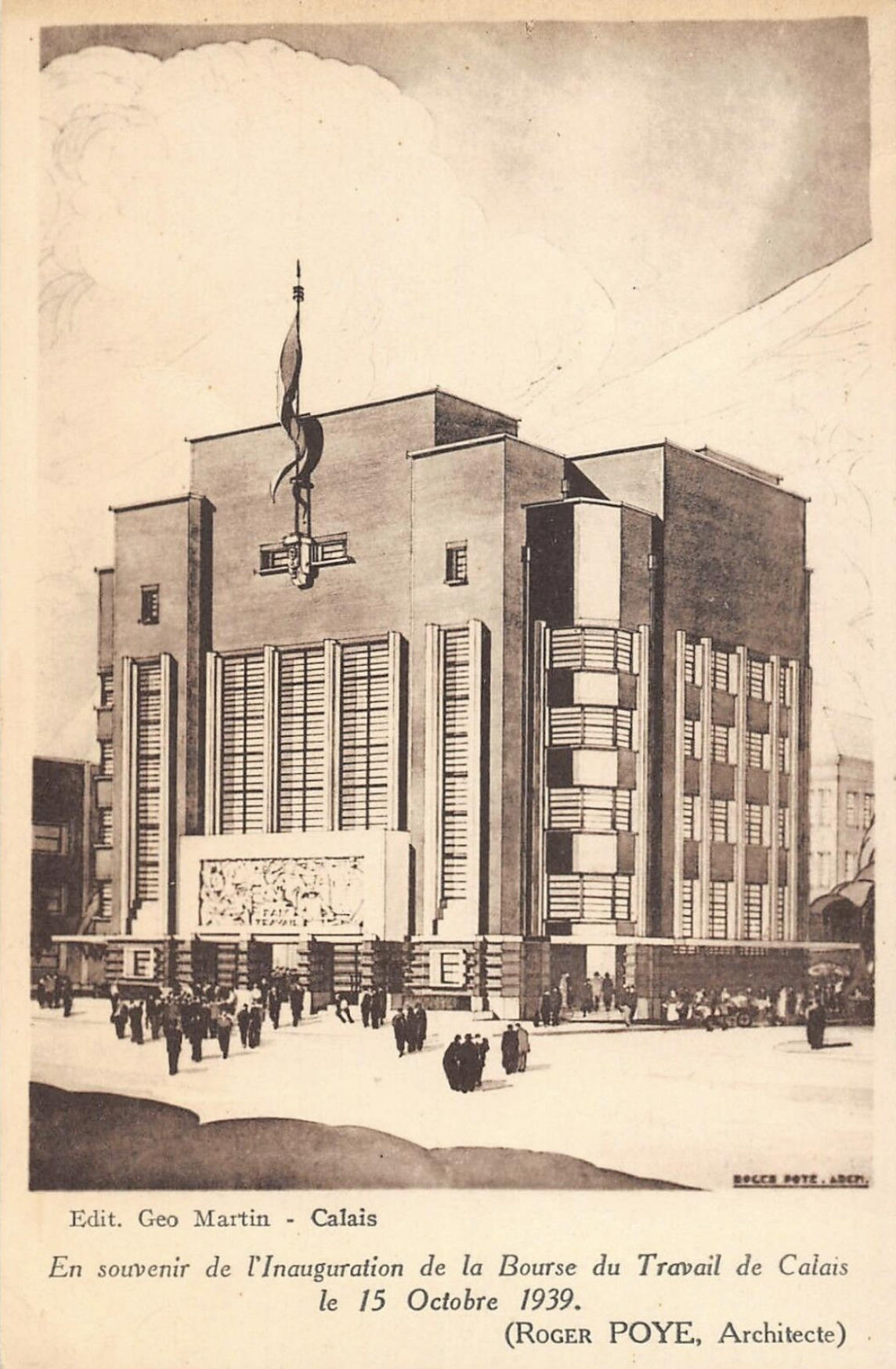
Carte postale, 1939, pour l'inauguration de la bourse du travail de Calais. Dessin de Roger Poyé.

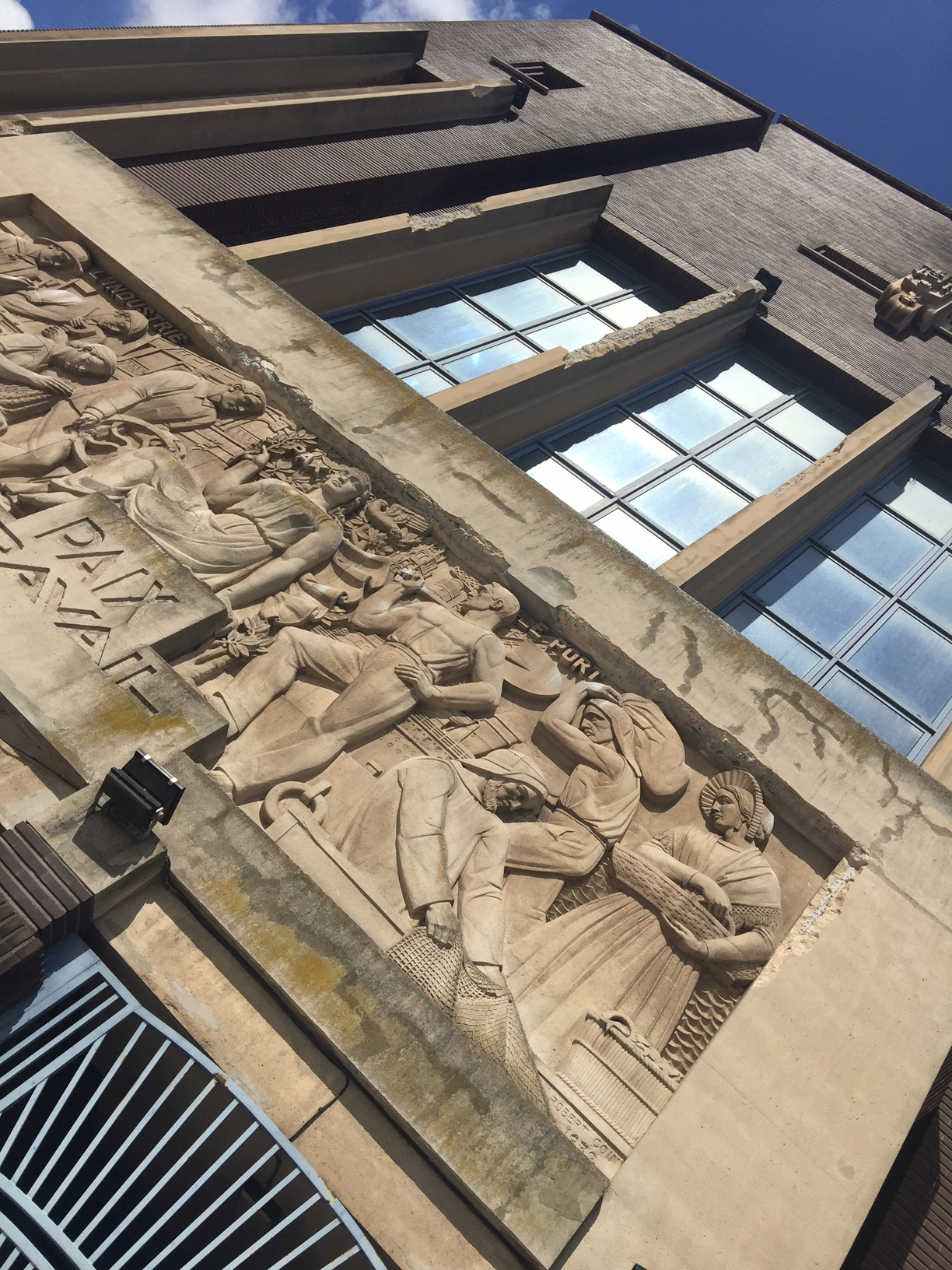
La façade de la bourse du travail de Calais, inscrite aux monuments historiques, dont le bas relief est signé Robert Coin.

### Habitations à bon marché et lotissements
- Lotissement Gallieni[16], 1931, 20 maisons
- Cité jardin Vincent - Dürer[16], 1926 - 1931, 74 maisons.
- Groupe Maubeuge - Le Titien, 1927[16], 18 maisons.
- Maisons rue Marceau à Calais, 1925 à 1930
- Cité jardin Edgard Quinet[16], 1932 (surnommé "La Chapelle Poyé", démoli en partie l'été 2020)[18], 53 maisons.
- Maisons ouvrières, rue des Fleurs à Calais[16], 1925 et 1930.
- Maison particulière Legros[16], 1928, 23 rue Delaroche à Calais.
- Maison particulière Mortier[16], 1930, 35 rue Delaroche à Calais.
- Maisons d'ouvriers rue de Nottingham, 1950, à Calais
- Maisons d'ouvriers rue Henri de Bâillon, 1950, à Calais
- Lotissements rue des Châtaigniers , 1947- 1950, à Coulogne.

### Maisons individuelles
Principales réalisations en maisons individuelles :
- un cottage à Sangatte, vers 1911, pour les négociants des cafés Collet à Calais (détruit)[16].
- un cottage à Sangatte, vers 1914, pour Félicien Deguines tulliste et collectionneur à Calais (détruit)[9].
- la maison Vasseur, 1913, 9 rue du Brésil à Calais ;
- la maison Hoffart-Letendart, 1914, modifiée en 1926, 70 rue du Pont-Lottin à Calais ;
- un cottage à Sangatte, vers 1920, pour Léon Bomy, tulliste à Calais (détruit)[9]
- la maison de Mmes Paul, 1925, 8 rue Jean Jaurès à Calais[9];
- la maison Marquis, 1926, 28 Rue du Vauxhall à Calais ;
- la maison Sancier, 1926, 61 rue de Valenciennes à Calais ;
- la maison Drouin, 1927, 42 rue Jean Jaurès à Calais ;
- la maison Bourgine, 1929, 28 rue du Bout des Digues à Calais[15].

### Rénovations et décors intérieurs
- Salles de réception du château Thélu à Hames-Boucres, 1914 pour les Collet, négociants de café .
- Théâtre des Arts de Calais, 1923:
- Salon de musique de Félicien Deguines, à Calais, comprenant la célèbre peinture monumentale et originale de Jeanne Thil "Charmeur de serpents à Kairouan", vers 1924[9].
- Pour la maison DIM, vers 1924, paire de fauteuils asymétriques[19]

### Édifices religieux
- Église Notre-Dame de Armées aux Cailloux, 1921 - 1928, 44 rue du Four à Chaux, Calais[9],[20].
- Église Saint-Joseph, 1923 - 1924 (dont les vitraux, sur fond de motifs abstraits, ont été réalisés par Louis Barillet)[16],[21],[22]
- Carmel du Sacré-Cœur de Saint-Martin Boulogne, 1930.
- Église Saint-Martin de Nortkerque, rénovation de la façade et du clocher 1934

### Bâtiments municipaux à Calais
Principales réalisations pour la municipalité de Calais :
- le bâtiment de service des officiers du port, et sa station de sauvetage[23], 1931 (démolie en 1984)[24] ;
- la bourse du travail, 1936-1939, comprenant notamment un bas-relief de Robert Coin représentant les allégories de la Paix et du Travail et de Lucien Marissal, des fresques monumentales de Paule et Max Ingrand[4] et des ferronneries d'Edgard Brandt, inscrite au titre des monuments historiques[25] ;
- la Caisse Primaire de Répartition d'Assurance, 1933 (détruit)
- la Maternité, 1935 - 1952 , devenue école d'infirmiers[26]
- l'École Primaire Supérieure des garçons, 25 rue de Vic
- l'école du P'tit Quinquin, 1932 (médaille de bronze au Salon des artistes français de 1938)[27] avec notamment des fresques de Paule et Max Ingrand (détruites) et du mobilier en métal tubulaire et bois étuvé dessiné par Roger Poyé.
- la Caisse d'Épargne et de Prévoyance, 1948 - 1953, rue Paul Bert, dont les ferronneries de Raymond Subes ont été ôtées.
- le siège de la Caisse d'Épargne de Calais, 1957, rue Neuve, dont il aura effectué les réhabilitations en 1918 puis 1931.

### Autres réalisations (sélection)
Principales réalisations pour des organismes ou entreprises de Calais :
- Pharmacie Duriez - de la Nation, 1924
- Le "Taxi Bar", place d'Armes, 1925 (détruit) comportant des vitraux de Barillet présentés à l'Exposition Internationale des Arts Décoratifs de 1925[16][28]
- Salon de coiffure Paul, boulevard Jacquard à Calais, 1925 (détruit)[9]
- Immeuble de bureaux pour le journal Le Phare de Calais, 1926
- Boutique de l'agence de la Compagnie d'Eclairage et de Chauffage, 1926 (détruit) comprenant des vitraux de Jacques Le Chevallier[5],[11]
- Immeuble de bureaux pour le journal Le Télégramme, boulevard Jacquard à Calais, 1929 (démoli)[16]
- Pharmacie Poupelier (partiellement démolie), 1934, angle boulevard Jacquard et rue Neuve[14]
- Automobile Club du Nord de la France, Calais, 1936, inscrit au titre des monuments historiques[29]

### Concours
- L'école dite Collège Universitaire Jean Bart, 1906, Dunkerque (projet imaginaire, non réalisé)[30], médaille de vermeil[31]
- Maison rurale en Artois, 1918, concours proposé par La Construction Moderne. Parmi les lauréats son projet parait dans la presse et est  présenté au Salon des Arts Décoratifs[10].